# تحليل الظرفية
تحليل الظرفية (أو منطق الظرفية) عبارة عن مفهوم تم تطويره على يد بوبر في كتابه The Poverty of Historicism. وتحليل الظرفية عبارة عن عملية يحاول من خلالها عالم الاجتماع إعادة إنشاء موقف المشكلة من خلال مواجهة العميل من أجل فهم اختيارات هذا العميل.
وتوفر كويرتج (1975) ملخصًا توضيحيًا مفيدًا.
في البداية، توفير وصف للموقف: 
''العميل "أ" كان في موقف من النوع "ج"''.
ثم يتم تحليل هذا الموقف
''في موقف من النوع "ج"، الشيء المناسب الواجب القيام به هو "س".
وحينها، يمكن استدعاء مبدأ العقلانية:
''غالبًا ما يتعامل العملاء مع الموقف بشكل يتناسب مع حالاتهم''
في النهاية، يكون لدينا التفسير:
''(وبالتالي) فإن "أ" قام بفعل "س".''